# Regne de l'Araucania i la Patagònia
El Regne de l'Araucania i la Patagònia (en francès: Royaume d'Araucanie et de Patagonie), també anomenat el Regne de Nova França (en francès: Royaume de Nouvelle-France), fou un estat proclamat per l'advocat i aventurer francès Orélie-Antoine de Tounens, provinent del Perigord, a la part meridional de l'Amèrica del Sud a mitjan segle xix.
En aquell temps, la població maputxe local estava ocupada en una lluita per conservar la seva independència davant la envestida econòmica i militar dels governs de Xile i l'Argentina, que cobejaven les terres dels maputxes pel seu potencial agrícola. L'any 1860, Orélie Antoine de Tounens, un aventurer francès que visitava la regió, començà a simpatitzar amb la causa maputxe i els líders d'aquest poble l'escolliren com rei amb la idea de rebre el suport d'una potència europea per així poder defensar millor la seva causa. Un cop entronitzat, Aureli Antoni I establí un govern, creà una bandera (blava, blanca i verda) i encunyà moneda per a la nació.

## Història

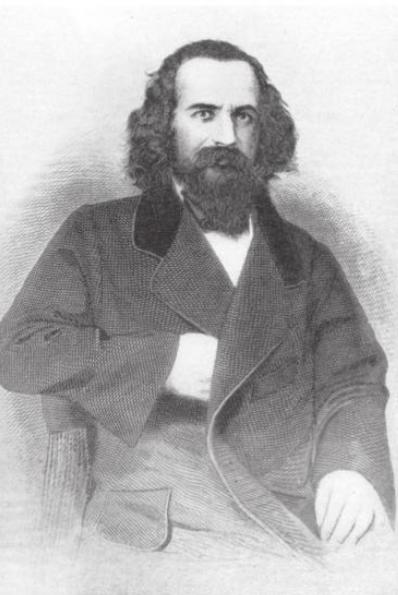
Aureli Antoni I

Els maputxes o araucans són històricament un poble indígena dedicat a l'activitat agrícola i ramadera. Posseïen un caràcter indòmit i guerrer, per la qual cosa van resistir davant les amenaces invasores dels inques, espanyols i fins al mateix govern xilè, que el 1880 els va incorporar a les reserves (fonamentalment agrícoles, creades d'acord amb les seves habilitats per a la terra). Avui dia, els maputxes habiten les terres dels seus avantpassats, tot just superant els 100.000 individus.
Orélie-Antoine de Tounens arribà el 1858 al port de Coquimbo i, després de passar algun temps a casa d'una dona francesa a Valparaíso i Santiago de Xile, es dirigí a la zona de l'Araucania des del port de Valdivia. Allà entra en contacte amb el cabdill Quilapán, a qui suggerí la idea de fundar un estat per al poble maputxe com a mitjà de resistència a l'exèrcit xilè, tot rebent el recolzament diplomàtic francès, durant l'època final de la Guerra d'Arauco.
Quilapán permeté l'ingrés de Tounens a les seves terres, el pas de les quals estava prohibit per als huinques (estrangers), i el 17 de novembre de 1860 fundà el Regne de l'Araucania i se'n proclamà rei sota el títol d'Aureli Antoni I. Durant els dies següents, Tounens promulgà la constitució del regne i, el 20 de novembre del mateix any, declarà l'annexió de la Patagònia, establint com a límits el riu Bío Bío al nord, l'oceà Pacífic a l'oest i l'oceà Atlàntic a l'est, des del riu Negro fins a l'estret de Magallanes, límit austral del Regne.
Tounens viatjà a Valparaíso per a donar a conèixer el nou estat al govern de Xile sota la presidència de Manuel Montt, el qual no reconegué. Després de tornar a l'Araucania, el govern xilè ordenà l'arrest de Tounens per pertorbació de l'ordre públic. Un criat el lliurà a traïdoria a la vora del riu Malleco, el gener del 1862, des d'on fou traslladat a Nacimiento i després a Los Ángeles, on fou condemnat a reclusió en un manicomi. El cònsol francès aconseguí treure-l'en i acabà exiliat a França. No hi ha proves que es tractés d'un agent francès, però alguns historiadors s'inclinen a considerar que: «...algun grau d'oficialitat tenia la seva missió i que, si hagués resultat més afortunat, hagués comptat amb el recolzament francès».
Al vell continent, Tounens promocionà la seva aventura i rebé el suport d'alguns empresaris per finançar un segon viatge, el qual es concretà a finals de 1869. No obstant això, durant aquells anys, el govern xilè realitzà maniobres de coerció al territori per tal d'incorporar-lo a la República, raó per la qual Tounens no fou rebut amb el suport anterior i hagué de fugir a Buenos Aires. Després d'intentar dos nous ingressos, el 1874 i el 1876, morí el 17 de setembre de 1878.
En morir sense hereus, un dels seus amics, Gustave-Aquille Laviard, se'n va proclamar successor i va sol·licitar ajuda al president dels Estats Units, Grover Cleveland, per a l'alliberament del seu regne, la qual va ser rebutjada.
Des de llavors, es va establir un govern a l'exili a París no reconegut per cap altre estat i que en l'actualitat ven segells de correus, monedes i títols de noblesa sota la denominació del Regne de l'Araucania i la Patagònia. El seu actual líder, Philippe Paul Alexandre Henry Boiry (sota el títol de «Príncep Felip»), ha tingut contactes amb alguns líders maputxes.

## Pretendents al tron
| Imatge | Nom             | Data de naixement      | Inici del regnat       | Fi del regnat          | Data de defunció       |
| ------ | --------------- | ---------------------- | ---------------------- | ---------------------- | ---------------------- |
|        | Aureli Antoni I | 12 de maig de 1825     | 17 de novembre de 1860 | 17 de setembre de 1878 | 17 de setembre de 1878 |
|        | Aquil·les I     | 7 de novembre de 1841  | 17 de setembre de 1878 | 6 de març de 1902      | 6 de març de 1902      |
|        | Antoni II       | 10 de maig de 1833     | 6 de març de 1902      | 1 de novembre de 1903  | 1 de novembre de 1903  |
|        | Laura Teresa I  | 22 de desembre de 1856 | 1 de novembre de 1903  | 12 de maig de 1916     | 12 de maig de 1916     |
|        | Antoni III      | 11 d'abril de 1880     | 12 de maig de 1916     | 12 de maig de 1951     | 26 d'octubre de 1952   |
|        | Felip I         | 19 de febrer de 1927   | 12 de maig de 1951     | 5 de gener de 2014     | 5 de gener de 2014     |
|        | Antoni IV       | 26 de març de 1942     | 9 de gener de 2014     |                        |                        |

Després de la mort d'Aquil·les I, aquest fou succeït pel seu fill Antoni II. No obstant això, la seva primerenca mort obligà a la formació d'un Consell de Regència que nomenà Georges Sénéchal de la Grange com a successor, el qual declinà assumir el títol de rei, donant en teoria per acabada la reialesa. No obstant això, segons el que exposa Phillippe Boiry, el títol hauria d'haver heretat per Laure Thérèse Cros, filla d'Antoni II, que l'hauria lliurat al seu fill, Jacques Alexandre Antoine Bernard, el qual l'hauria atorgat voluntàriament a Philippe Boiry. La principal evidència esgrimida és una carta de successió que, no obstant això, no té el nom del successor.

## Cultura
- Al 1986 s'estrenà la pel·lícula argentina La película del rey, dirigida per Carlos Sorín, ambientada en la història d'Orélie Antoine de Tounens.[8]
- Al 2009, quan s'oficialitzà la bandera de la província de Río Negro, a l'Argentina, alguns crítics al·legaren que estava formada pels colors de la bandera del Regne de l'Araucania i la Patagònia.[9]